# Pelagía Papamichaíl
Pelagía Papamichaíl (grec moderne : Πελαγία Παπαμιχαήλ, née le 29 avril 1986 à Thessalonique en Grèce), est une joueuse internationale grecque de basket-ball.

## Clubs
| Saisons   | Équipe                 | Pays    |
| 2005-2007 | Esperídes Glyfáda      | Grèce   |
| 2007-2008 | Mask Cosmopel Kastoria | Grèce   |
| 2008-2009 | Paniónios Néa Smýrni   | Grèce   |
| 2009-2009 | La Seu d’Urgell        | Espagne |
| 2009-2010 | Gospić CO              | Croatie |
| 2010-2010 | Limoges ABC            | France  |
| 2010-2011 | COB Calais             | France  |
| 2011-2012 | Paniónios Néa Smýrni   | Grèce   |
| 2012-2013 | Virtus Eirene Raguse   | Italie  |
| 2013-2014 | Athinaïkós Výronas     | Grèce   |
| 2014-2015 | AE Soúrmena-Ellinikó   | Grèce   |
| 2015-2017 | Olympiakós Le Pirée    | Grèce   |
| 2017-2018 | Fáros Kertsiníou       | Grèce   |
| 2018-2019 | AS Níki Leucade        | Grèce   |

## Palmarès

### Club
- Championne de Grèce en 2006
- Vainqueur de la Coupe de Grèce en 2006 et 2007